# 専修大学囲碁部
専修大学囲碁部（せんしゅうだいがくいごぶ）は、専修大学学術文化会に所属する囲碁団体。世界学生囲碁王座を輩出している。

## 歴史
花巻未生が2007年に愛好会を設立。花巻は、小学一年生から囲碁を始め、中学からは、住み込みで趙治勲に弟子入りしたが、目標としていた高校2年次までにプロ試験に合格できず、プロを断念。2006年当時、囲碁部のない専修大学経済学部へ入学した。しかし、翌2007年に後にプロになる大熊悠人や王景弘らが入学したことで「囲碁をする環境を整えてあげたい」と愛好会を設立した。2008年より部に昇格。
2008年に全日本学生囲碁十傑戦にて、花巻未生が連覇を達成。
関東学生囲碁団体戦に2007年から加盟。5部からのスタートとなったが、初の1部となった2009年の春季戦で準優勝を果たした。
2017年、世界学生囲碁王座戦にて、大関稔が大会初の連覇を達成した。
菊池康郎も専修大学出身だが、在学当時、囲碁部はなく、囲碁部との関係について情報がない。

## タイトル・表彰
- 世界学生囲碁王座戦
  - 2016年 大関稔(優勝)
  - 2017年 大関稔(優勝)
  - 2019年 大関稔(4位)
- 全日本学生本因坊決定戦
  - 2009年 花巻未生(優勝)
  - 2016年 大関稔(優勝)
  - 2017年 大関稔(優勝)
- 全日本学生囲碁十傑戦
  - 2007年 花巻未生(優勝)
  - 2008年 花巻未生(優勝)
  - 2015年 大関稔(優勝)
- 全日本学生囲碁王座戦
  - 2013年 渡辺達也(3位)
  - 2015年 大関稔(優勝)
  - 2016年 大関稔(優勝)
- 全日本学生囲碁最強位戦
  - 2016年 大関稔(優勝)
- 全日本アマチュア本因坊戦
  - 2016年 大関稔(優勝)

## 歴代幹部
- 顧問：内野明

## 主な出身者
- 花巻未生
- 大熊悠人
- 王景弘
- 大関稔

## 所在地
〒214-0033 神奈川県川崎市多摩区東三田２丁目１ 専修大学 第2学生自治会館内